# Vsevolod Meyerhold

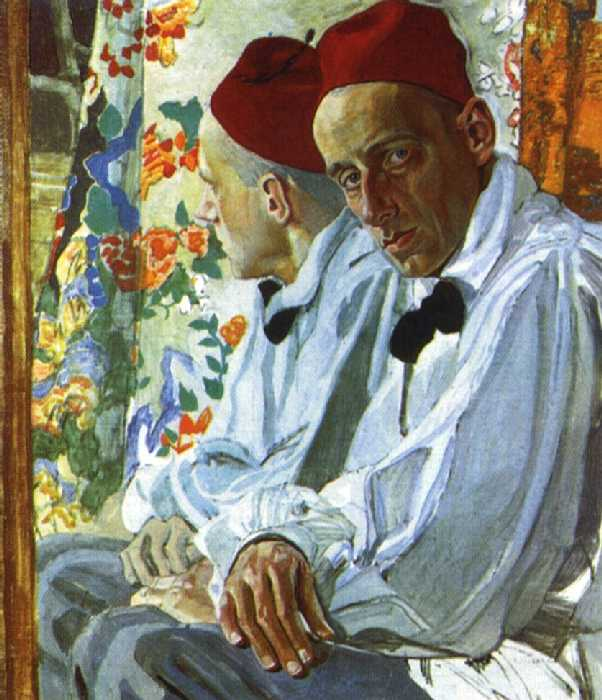
Portretul lui Meyerhold de Alexandr Golovine.

Vsevolod Emilevici Meyerhold (născut Karl Kazimir Theodor Meyerhold) (n. 28 ianuarie/9 februarie 1874, Penza, Gubernia Penza, Imperiul Rus – d. 2 februarie 1940, Moscova, RSFS Rusă, URSS) a fost un actor, teoretician, regizor și director de teatru din Rusia.

## Biografie
Meyerhold s-a născut în Penza pe 28 ianuarie (stil vechi)/9 februarie (stil nou)  1874 în familia ruso-germană a fabricantului de vinuri Emil Meyerhold. În 1895 a început să studieze științele juridice la Universitatea din Moscova, dar nu a reușit să termine facultatea de drept niciodată. De ziua de naștere, când a împlinit 21 de ani, luteranul Meyerhold s-a convertit la ortodoxie și a primit numele ortodox "Vsevolod". Ucenicia în arta dramatică și-a început-o la Școala Filarmonică Dramatică din Moscova, avându-l ca profesor pe Vladimir Nemirovici-Dancenko, cofondator al Teatrului de Artă din Moscova, teatrul în care mai târziu Meyerhold a jucat ca actor.
După ce a părăsit Teatrul de Artă din Moscova în 1902, Meyerhold s-a implicat în mai multe proiecte teatrale, atât ca director, producător, cât și ca actor. Numeroasele proiecte la care a participat au servit ca teren de experimentare și de creație pentru noi metode de punere în scenă. Meyerhold a fost unul dintre cei mai fervenți apărători ai simbolismului în teatru, în special în perioada în care a lucrat ca producător-șef al Teatrului Dramatic Vera Kommisarjevskaia, (1906 – 1907).
Meyerhold a continuat căutările pentru inovații teatrale între anii 1907 – 1917, când a lucrat la Teatrul Imperial din Sankt Peterburg, unde s-au jucat piese clasice în prezentări moderne, inovatoare și unde s-au pus în scenă opere ale unor autori contemporani controversați precum Fiodor Sologub, Zinaida Gippius și Alexandr Blok. În aceste piese el a încercat să readucă jocul actoricesc la tradițiile Commediei dell'Arte, regândite pentru realitatea teatrală contemporană. Conceptele sale teoretice despre ‘teatrul condițional’ au fost prezentante în cartea sa Despre teatru din 1913. 
Revoluția rusă din 1917 l-a transformat pe Meyerhold într-unul dintre cei mai entuziaști activiști ai noului teatru sovietic. Meyerhold a intrat în rândurile Partidului Bolșevic, a căpătat posturi de conducere în consiliul teatral al guvernului sovietic, pentru ca mai apoi să-și deschidă propriul teatru, care-i poartă numele până în zilele noastre. Meyerhold a înfruntat cu violență principiile formalismului teatral, pretinzând că acestea nu ar fi capabile să găsească tangențe cu noile realități. Metodele de constructivism scenic ale lui Meyerhold au fost folosite în cele mai pline de succes piese ale timpului: Mistery-Bouffe de Vladimir Maiakovski, Le Cocu Magnifique de Fernand Crommelinck și Moartea lui Tarelkin' de Alexandr Suhovo-Kobilin. Maiakovski a colaborat cu Meyerhold în mai multe rânduri și se spune că Maiakovski ar fi scris în mod special pentru Meyerhold piesa de teatru Ploșnița. Meyerhold a continuat să pună în scenă piesele lui Maiakovski chiar și după sinuciderea acestuia. Actorii care erau distribuiți în piesele regizate de Meyerhold jucau conform principiilor biomecanice, un sistem de pregătire a actorilor care a fost mai târziu predat într-o școală specială de actorie fondată de artist.
Meyerhold a inspirat artiștii și regizorii de film revoluționari, așa cum a fost Serghei Eisenstein, în ale cărui filme au jucat actori care lucrau în tradiția meyerholdiană.
Metoda sa actoricească era diametral opusă metodei lui Constantin Stanislavski. Un exemplu al stilului său actoricesc poate fi văzut în filmele lui Eisenstein, în care a distribuit actori ținând seama de înfățișare. În filmul Lovește!, în care sunt înfățișate începuturile revoluției bolșevice, burghezii exploatatori sunt întotdeauna reprezentați de obezi care beau, mănâncă și fumează, iar muncitorii sunt atletici și bine proporționați.
Meyerhold s-a opus cu hotărâre realismului socialist. La începutul deceniului al patrulea, când Stalin a luat poziție împotriva artei de avangardă și a experimentalismului, munca lui Meyerhold a fost proclamată antagonistă și înstrăinată de poporul sovietic. Teatrul pe care l-a înființat și condus a fost închis în 1938, iar Meyerhold a fost arestat și închis un an mai târziu. A fost torturat și forțat să facă o mărturisire, pe care a retractat-o mai târziu în fața judecătorilor. A fost condamnat la moarte prin împușcare pe 1 februarie 1940. Data exactă a morții sale nu se cunoaște. Unele surse afirmă că a fost executat pe 2 februarie 1940. Meyerhold a fost total reabilitat postum în 1955.

### Texte avându-l ca autor pe Meyerhold
- Meyerhold on Theatre, traducere de Edward Braun, 1969. London: Methuen and New York: Hill and Wang.
- Meyerhold Speaks/Meyerhold Rehearses (Russian Theatre Archive), de V. Meyerhold, Alexander Gladkov și Alma Law, Routledge, 1996
- Meyerhold at Work, Paul Schmidt, Applause Theatre Book Publishers, 1996

### Lucrări despre Meyerhold
- Vsevolod Meyerhold (Routledge Performance Practitioners Series), de Jonathan Pitches, Routledge, 2003
- Meyerhold: The art of conscious theater, de Marjorie L Hoover, University of Massachusetts Press, 1974 (biografie)
- Vsevolod Meyerhold (Directors in Perspective Series), de Robert Leach, Christopher Innes , Cambridge University Press, 1993
- Meyerhold’s Theatre of the Grotesque: Post-revolutionary Productions, 1920-32, de James M. Symons, 1971
- Meyerhold: A Revolution in Theatre, de Edward Braun, University of Iowa Press, 1998
- The Theatre of Meyerhold: Revolution and the Modern Stage de Edward Braun, 1995
- Stanislavsky and Meyerhold (Stage and Screen Studies, v. 3), de Robert Leach, Peter Lang, 2003
- Meyerhold the Director, de Konstantin Rudnitsky, Ardis, 1981
- Meyerhold, Eisenstein and Biomechanics: Actor Training in Revolutionary Russia de Alma H. Law, Mel Gordon, McFarland & co, 1995
- The Death of Meyerhold piesă de teatru deMark Jackson, prezentată în premieră la The Shotgun Players, Berkeley, CA, December 2003.